# Neunzeiler
Ein Neunzeiler ist in der Verslehre eine aus neun Versen bestehende Strophen- oder Gedichtform.
Als spezifische Formen sind zu nennen die Nonarime in der italienischen und die Spenserstrophe in der englischen Dichtung.